# Covington (Oklahoma)
Covington es un pueblo ubicado en el condado de Garfield en el estado estadounidense de Oklahoma. En el año 2010 tenía una población de 527 habitantes y una densidad poblacional de 527 personas por km².

## Geografía
Covington se encuentra ubicado en las coordenadas 36°18′27″N 97°35′18″O / 36.30750, -97.58833 (36.307490, -97.588379).

## Demografía
Según la Oficina del Censo en 2000 los ingresos medios por hogar en la localidad eran de $26,979 y los ingresos medios por familia eran $32,222. Los hombres tenían unos ingresos medios de $30,625 frente a los $13,594 para las mujeres. La renta per cápita para la localidad era de $12,788. Alrededor del 13.4% de la población estaban por debajo del umbral de pobreza.